# جورجیو کنروتو
جورجیو کنروتو (انگلیسی: Giorgio Conrotto؛ زادهٔ ۱۵ آوریل ۱۹۸۷) بازیکن فوتبال اهل ایتالیا است.
از باشگاه‌هایی که در آن بازی کرده‌است می‌توان به باشگاه فوتبال اینتر میلان اشاره کرد.